# 克洛斯角 (葛拉漢地)

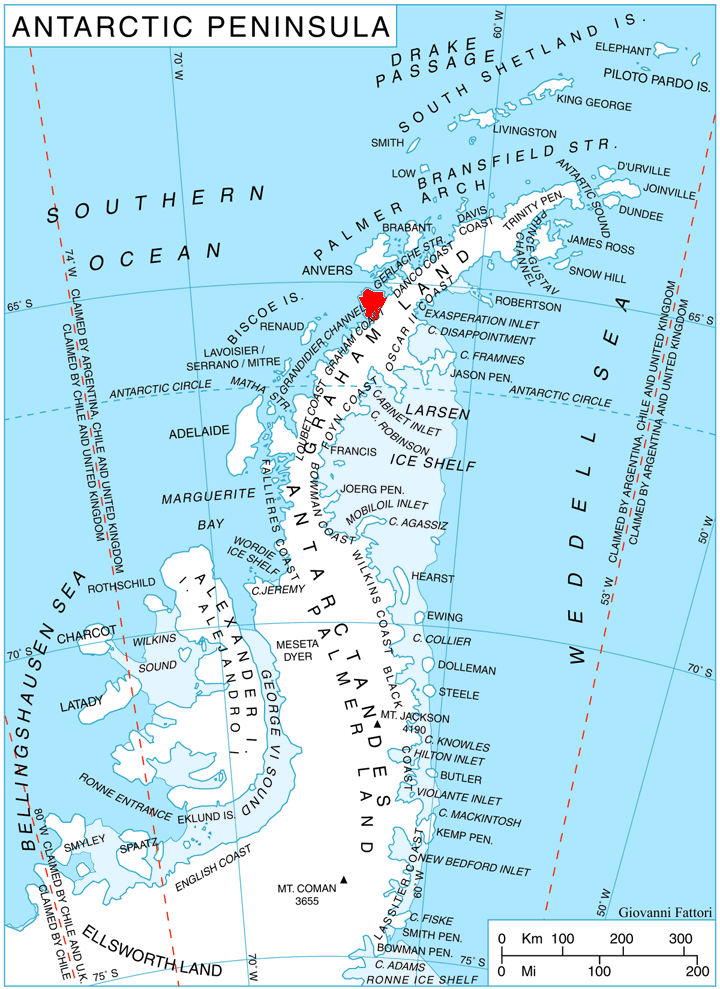

克洛斯角（英語：Cape Cloos）是南極洲的海岬，位於葛拉漢地西岸基輔半島，處於吉拉德灣入口處北部，由比利時的探險隊發現，現時由南極條約體系管理。

## 外部連結
- SCAR Composite Gazetteer of Antarctica（页面存档备份，存于）.

65°7′S 64°0′W / 65.117°S 64.000°W